# Liste der Monuments historiques in Fontenay-sous-Bois
Die Liste der Monuments historiques in Fontenay-sous-Bois führt die Monuments historiques in der französischen Stadt Fontenay-sous-Bois auf.

## Liste der Bauwerke
| Bezeichnung                   | Beschreibung | Standort            | Kennzeichnung | Schutzstatus | Datum | Bild           |
| ----------------------------- | ------------ | ------------------- | ------------- | ------------ | ----- | -------------- |
| Kirche St-Germain-l’Auxerrois |              | Rue de Rosny (Lage) | PA00079874    | Inscrit      | 1926  | weitere Bilder |

## Liste der Objekte

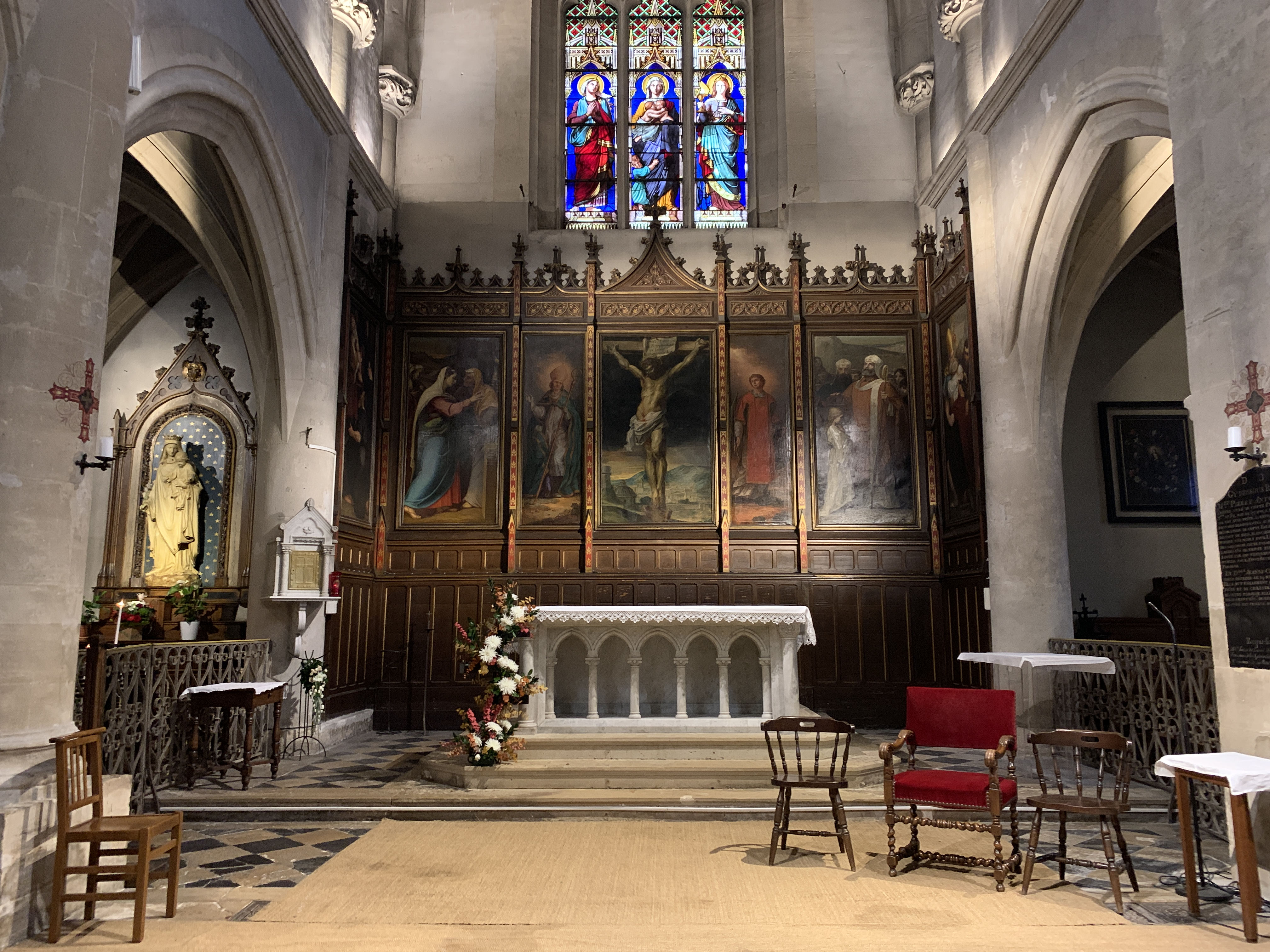
Retabel in der Kirche St-Germain-l’Auxerrois (18. Jahrhundert)

- Monuments historiques (Objekte) in Fontenay-sous-Bois in der Base Palissy des französischen Kultusministeriums